# 1000 Balon
1000 Balon là một bộ phim chính kịch của Indonesia được phát hành vào ngày 25 tháng 12 năm 2013.

## Nội dung
Resti (Shafa Azahra Siregar) nhớ kỹ về kế hoạch ly thân của cha mẹ cô. Người yêu truyện trinh thám đang đi nghỉ ở Sentul cùng với Alvin (Ihsan Wibisana Nasution), Dhita (Aisyah Aqilah), Melodi (Veadora), Junot (Baharudin) và cha mẹ của Junot. Anh cũng tách mình ra khỏi bạn bè để thực hiện điều ước, hướng về khu rừng phía sau biệt thự.
Resti và bố mẹ cô thường chơi bóng bay điều ước. Thổi phồng quả bong bóng, chiêm nghiệm một điều ước, và sau đó thả chúng bay đi. Bốn người bạn đã không im lặng để tìm Resti không ở đó. Cuộc phiêu lưu của họ cũng giao nhau với những kho báu được cất giấu trong rừng.